# Halomonas titanicae
Halomonas titanicae ist eine 2009 auf einem Roststück vom Wrack der Titanic entdeckte Bakterienart aus der Gattung Halomonas. Diese Spezies gehört wie alle Arten der Proteobacteria zu den gramnegativen Bakterien, und ihr Stoffwechsel ist heterotroph und aerobisch.

## Entdeckungsort

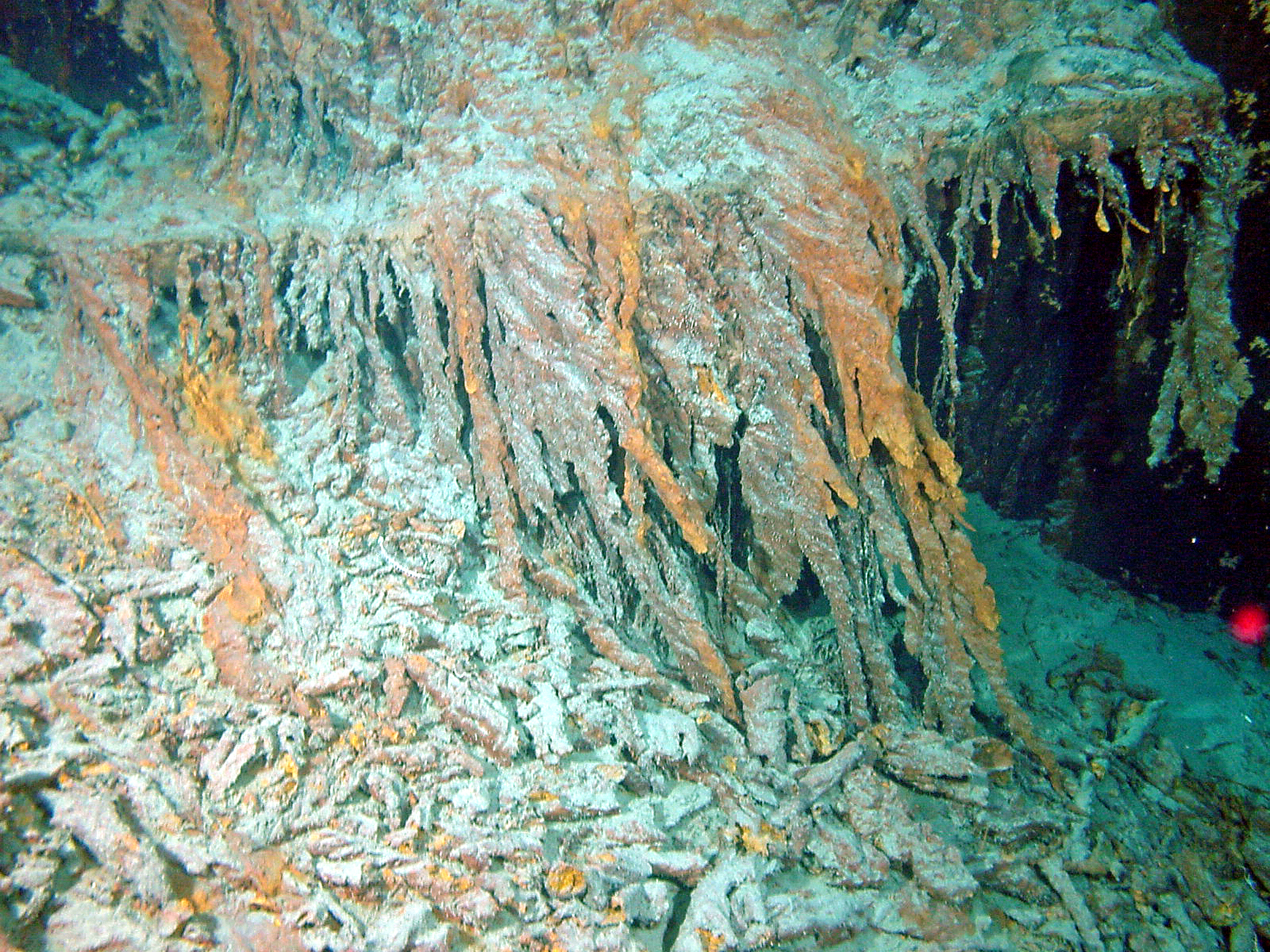
Rusticles an einem Anker der Titanic

Das Wrack der Titanic trägt an zahlreichen Stellen mittlerweile orangefarbene Bärte aus Rost (Rusticles), die von zahlreichen Bakterienarten gebildet und besiedelt werden. Aus einem dieser im Jahr 1991 von einem russischen Tauchboot geborgenen porösen Rostzapfen isolierten die Forscher dann Bakterien, die sie zunächst mit der Abkürzung BH1T bezeichneten.
Sie konnten nachweisen, dass die Art zur Bakteriengattung Halomonas gehört und die Kennzeichen dieses Stammes im Vergleich zu denen der übrigen Gattungsvertreter ausreichend unterschiedlich sind, um ihn taxonomisch einer eigenen Art zuzuordnen.

## Bedeutung
Nach Angaben der Wissenschaftler ist dieses Bakterium zusammen mit anderen  eisenoxidierenden Mikroorganismen mitverantwortlich für den langsamen, durch Lochfraß verursachten Zerfall des Wracks des 1912 gesunkenen ehemaligen Luxusdampfers, und sie gehen davon aus, dass es beim Abbau von Eisenkonstruktionen unter Wasser grundsätzlich eine bedeutende Rolle spielt. Diese neue Erkenntnis dürfte ihrer Meinung nach künftig eine wichtige Bedeutung für Planung, Konstruktion und Erhalt von modernen Unterwasserkonstruktionen wie beispielsweise Pipelines haben.